# Jämtland-Härjedalens golfdistriktsförbund
Jämtland-Härjedalens golfdistriktsförbund omfattar golfklubbarna i Jämtlands län.

## Golfklubbar i Jämtland-Härjedalens golfdistriktsförbund

### Funäsdalsfjällens golfklubb
Funäsdalsfjällens golfklubb i Funäsdalen bildades 1972.
| Funäsdalens golfbana | 18 hål | Par 72 | 5657 5575 5215 4705 | Skogs- park- och seasidebana | Spelklar 1973 | Arkitekt: Nils Sköd, Sune Linde |

### Klövsjö-Vemdalens golfklubb
Klövsjö-Vemdalens golfklubb i Klövsjö bildades 1988.
| Klövsjö golfbana | 18 hål | Par 72 |  | Park- och skogsbana | Spelklar 9 hål 1989, 18 hål 1993 | Arkitekt: Sune Linde |

### Krokoms golfklubb
Huvudartikel: Krokoms golfklubb

### Norderöns GK IF Njord
Norderöns GK IF Njord på Norderön i Storsjön i Östersund bildades 1990. Banan består av de två 9-hålsslingorna Midgårdsormen och Heimskringla. Hålen är anpassade och byggda i huvudsak efter de naturgivna förutsättningarna. Midgårdsormen kan närmast beskrivas som en engelsk hedbana. Ibland kan vindarnas inverkan vara betydande.
| Norderöns golfbana | 9+9 hål | Par 66 |  | Parkbana | Spelklar 1992 | Arkitekt: Einar Alke |

### Ramundbergets golfklubb
Ramundbergets golfklubb ligger i Härjedalen.
| Ramundbergets golfbana | 9 hål | Par 31 |  | Parkbana | Spelklar 1990 | Arkitekt: Sune Linde |

### Rossöns golfklubb
Rossöns golfklubb bildades 1991.
| Rossöns golfbana | 9 hål | Par 36 |  | Skogsbana | Spelklar 2000 | Arkitekt: Sune Linde |

### Sonfjällets golfklubb
Sonfjällets golfklubb i Hede bildades 1990.
| Sonfjällets golfbana | 18 hål | Par 72 | 5778 4900 | Parkbana | Spelklar 9 hål 1992, 18 hål 2004 | Arkitekt: Sune Linde |

### Storsjöbygdens golfklubb
Storsjöbygdens golfklubb i Brunflo bildades 1987. Banan ligger vid sidan av E45 i Ångsta.
| Storsjöbygdens golfbana | 18 hål | Par 72 | 5754 4830 | Skogsbana | Spelklar 1989 | Arkitekt: Sune Linde |

### Strömsunds golfklubb
Huvudartikel: Strömsunds golfklubb

### Svegs golfklubb
Svegs golfklubb bildades 1991 i Byvallen.
| Byvallens golfbana | 9 hål | Par 72 |  | Skogsbana | Spelklar 1995 | Arkitekt: Evert Grängzell |

### Åre golfklubb
Åre golfklubb i Staa, omkring 6 kilometer väster om Duved, bildades 1987.
| Åre golfbana | 18 hål | Par 70 |  |  | Spelklar 1990 | Arkitekt: Åke Persson |

### Östersund-Frösö golfklubb
Östersund-Frösö golfklubb i Östersund bildades 1947. Banan ligger nära F4 på Frösön med utsikt över Oviksfjällen och Storsjön.
| Frösöns golfbana | 18 hål | Par 73 | 6141 6005 5467 5038 | Park- och skogsbana | Spelklar 1947 | Arkitekt: Nils Sköld |